# Nicolas Keder

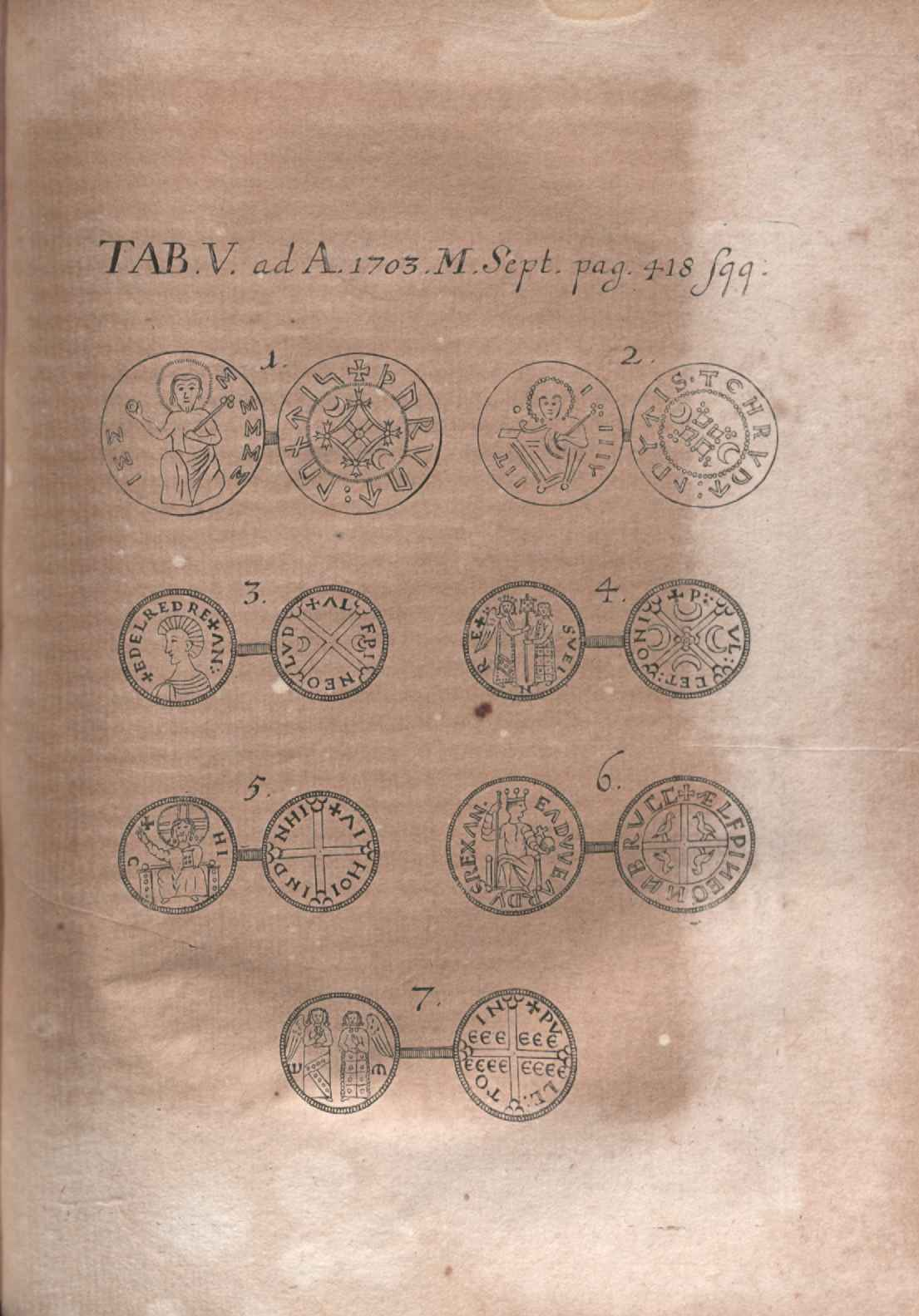
Image from critique of De argento runis... published in Acta Eruditorum, 1703

Nicolas Keder, född den 20 mars 1659 i Stockholm, död där den 18 april 1735, var en svensk numismatiker.

## Biografi
Keder blev 1676 student vid Uppsala universitet, där han under ledning av Johannes Schefferus, Andreas Norcopensis och Johan Columbus ägnade sig åt språk- och fornkunskap samt vitterhetsstudier. Därefter begav han sig på resor och besökte Estland, Ryssland, Danmark, Tyskland, Böhmen, Italien med flera länder. 
Då han återkommit till Sverige fick han i uppdrag att jämte C.F:son Wrede, J.G. Sparfvenfelt och Elias Brenner ordna den i kungliga biblioteket förvarade samlingen gamla mynt. "Dessa förträffliga ålderns minningslefvor och sagoljus", för att använda Keders ord i hans egenhändiga levernesbeskrivning. 
År 1697 utnämndes han till assessor i Antikvitetsarkivet. Efter J.F. Peringskiölds död (1725) erbjöds han även att överta sekreterar- och antikvariebeställningen i arkivet, men på grund av sin höga ålder avböjde han anbudet. Flera skådepenningar slogs över Keder och Vetenskapssocieteten i Uppsala valde in honom 1727 till ledamot. Han adlades 1711 med bibehållande av sitt namn. 
Keder var en lärd man och skrev vers på flera språk. Han ägde en ansenlig myntsamling och stod i nära kontakt med in- och utländska myntkännare samt skrev på latin åtskilliga numismatiska avhandlingar, som enligt (Bror Emil Hildebrand var före sin tid . 
Två längre bröllopskväden av Keder finns intagna i 10:e bandet av Samlade vitterhetsarbeten af svenske författare från Stjernhjelm till Dalin.